# کونیگزگ رگرا
کونیگزگ رگرا (به انگلیسی: Koenigsegg Regera) یک خودروی اسپورت هیبریدی با تولید محدود است که توسط شرکت خودروسازی سوئدی کونیگزگ تولید شده‌است. این خودرو در نمایشگاه خودروی ژنو سال ۲۰۱۵ رونمایی شد. واژهٔ «رگرا» در زبان سوئدی یک فعل به معنی «حکمرانی کردن» یا «حکومت کردن» است. شرکت کونیگزگ تنها ۸۰ دستگاه از این خودرو را تولید کرد که تمامی آن‌ها از پیش فروخته شده‌اند.
خودروی رگرا با هدف تولید یک خودروی گرند تورینگ کاربردی‌تر و لوکس‌تر به موازات سایر خودروهای اسپورت و سبک‌وزن ساخت شرکت کونیگزگ، یعنی مدل ابتدایی آگرا و مدل کنونی جسکو، طراحی و ساخته شده‌است؛ در نتیجه رگرا با تمرکز کمتر بر روی قابلیت‌های میدانی و کاهش وزن چشمگیر برای بهبود عملکرد، بیشتر بر روی انتقال لحظه‌ای و یکنواخت قدرت با استفاده از مجموعهٔ پیشرانهٔ بهبود یافته متمرکز است. شرکت کونیگزگ اعلام کرده‌است که رگرا یکی از قدرتمندترین و پرشتاب‌ترین خودروهای هایبرید تولیدشده تا امروز است.
با معرفی مدل رگرا در کنار مدل آگرا آراس در سال ۲۰۱۵، شرکت کونیگزگ برای اولین بار دو خودروی متفاوت را به‌طور همزمان تولید و عرضه کرد. این نقش در سال ۲۰۱۸ به مدل جسکو واگذار شد که از آن سال تا کنون به‌طور مشترک با مدل رگرا در کارخانهٔ کونیگزگ تولید می‌شود.

## دریافت ابتدایی
بنیان‌گذار کونیگزگ، کریستین فون کونیگزگ، در سال ۲۰۱۳ یک خودروی تسلا مدل اس پی۸۵+ را خریداری کرد و متوجه قابلیت این خودرو در تحویل لحظه‌ای قدرت بدون نیاز به دنده معکوس یا تحمل تأخیر توربوشارژر شد. او به‌طور ویژه تحت تأثیر واکنش سریع و تجربهٔ رانندگی با خودروهای الکتریکی همانند تسلا قرار گرفته‌بود که به عقیدهٔ او پاسخ فوری پیشرانهٔ این خودرو چیزی بود که خودروهای فرمول یک با موتورهای سنتی درون‌سوز نیز به آن دسترسی نداشتند. در نتیجهٔ این تجربه، فون کونیگزگ تصمیم گرفت که این جنبهٔ مطلوب پیشرانه‌های الکتریکی را با تجربیات سنتی کونیگزگ در تولید خودروهای سبک و قدرتمند ترکیب کند.
فون کونیگزگ که دریافته بود همگام شدن با موج خودروهای الکتریکی برای خودروسازان مهم و لازم است، تصمیم به بررسی این نوع خودروها گرفت. برای جبران افزایش وزنی که با نصب ۳ موتور الکتریکی جدید و باتری ۴٫۵ کیلووات ساعتی در مقایسه با مدل‌های پیشین آگرا به مدل جدید رگرا تحمیل شده‌بود، کونیگزگ جعبه‌دنده دوکلاچه هفت سرعته را با یک نمونهٔ یک سرعتهٔ مجهز به سیستم انتقال مستقیم جایگزین کرد. این جعبه‌دندهٔ یک سرعته، امکان دستیابی به پاسخ فوری و مطلوب فون کونیگزگ را فراهم می‌کرد؛ در عین حال یک موتور درون‌سوز نیز در سرعت‌های بالا، که موتورهای الکتریکی کارایی کمتری پیدا می‌کردند، می‌توانست دستیابی به شتاب ثانویهٔ مناسب را تضمین کند.

### توسعه
خودروی رگرا با استفادهٔ ترکیبی از دو نرم‌افزار کتیا و اتودسک اینونتور طراحی شد و مدارها و سیستم‌های الکتریکی آن بر پایهٔ مدل‌های پیشین کونیگزگ به‌طور عمده در محیط نرم‌افزار اتوکد الکتریکال از نو طراحی شدند. بر اساس گفتهٔ جان گانر، مدیر فنی شرکت کونیگزگ، برخلاف مدل‌های قبلی که از یک گرهٔ الکتریکی برای اتصال سیم‌های برق در خودرو استفاده می‌کردند، مدل رگرا از چندین گرهٔ الکتریکی در ساختار سیم‌کشی برق بهره‌مند بوده که منجر به کاهش وزن آن شده‌است.
شرکت کونیگزگ در ساخت بسیاری از قطعات مدل رگرا از فناوری چاپ سه‌بعدی بهره برده‌است. این قطعات شامل اجزاء ثابتی نظیر بخشی از قطعات تزئینات داخلی و اگزوز الکتریکی بزرگ در عقب خودرو، و همچنین قطعات پویا همچون توربوشارژر متغیر هندسی در موتور درون‌سوز می‌شوند. این تکنیک تولید، امکان تنظیم بهتر حرکت هوا در توربوشارژرها، و در کنار آن دسترسی به فضای داخلی متنوع‌تر را برای کونیگزگ فراهم کرد؛ موضوعی که تا پیش از این با روش‌های مرسوم غیرممکن بود.
شرکت انویدیا از خودروی رگرا برای معرفی پروژهٔ هولودک استفاده کرد؛ هولودک یک محیط نرم‌افزاری واقعیت مجازی با قابلیت وارد کردن و ویرایش مدل‌های سه‌بعدی با کیفیت بالا است که توسط مهندس‌های کونیگزگ نیز برای همکاری همزمان بر روی ایده‌های طراحی مورد استفاده قرار گرفت. این فناوری همچنین به خریداران خودروی رگرا این امکان را می‌داد که پیش از خرید و ساخت خودروی سفارشی خود، آن را در محیط واقعیت مجاری مشاهده و تجربه کنند.

## مشخصات فنی
رگرا یک خودروی دو در سقف تارگا است که دارای سقف جداشونده‌ای است که می‌توان آن را پس از جداسازی در صندوق خودرو جای داد. این خودرو، اولین مدل هایبرید تولید شده توسط کونیگزگ بوده و ضمناً اولین خودرویی است به سیستم انتقال مستقیم این شرکت برای انتقال قدرت مجهز شده‌است. با توجه به گرایش هر دو مدل در حال تولید کونیگزگ به سوی قابلیت‌های «گرند تورینگ» (جی‌تی)، مدل رگرا بجای تمرکز بر خصوصیات عملکردی میدانی مانند خودروی جسکو، بیشتر بر لوکس بودن فضای داخل کابین و قابلیت‌های استفادهٔ روزانه متمرکز است.

### پیشرانه

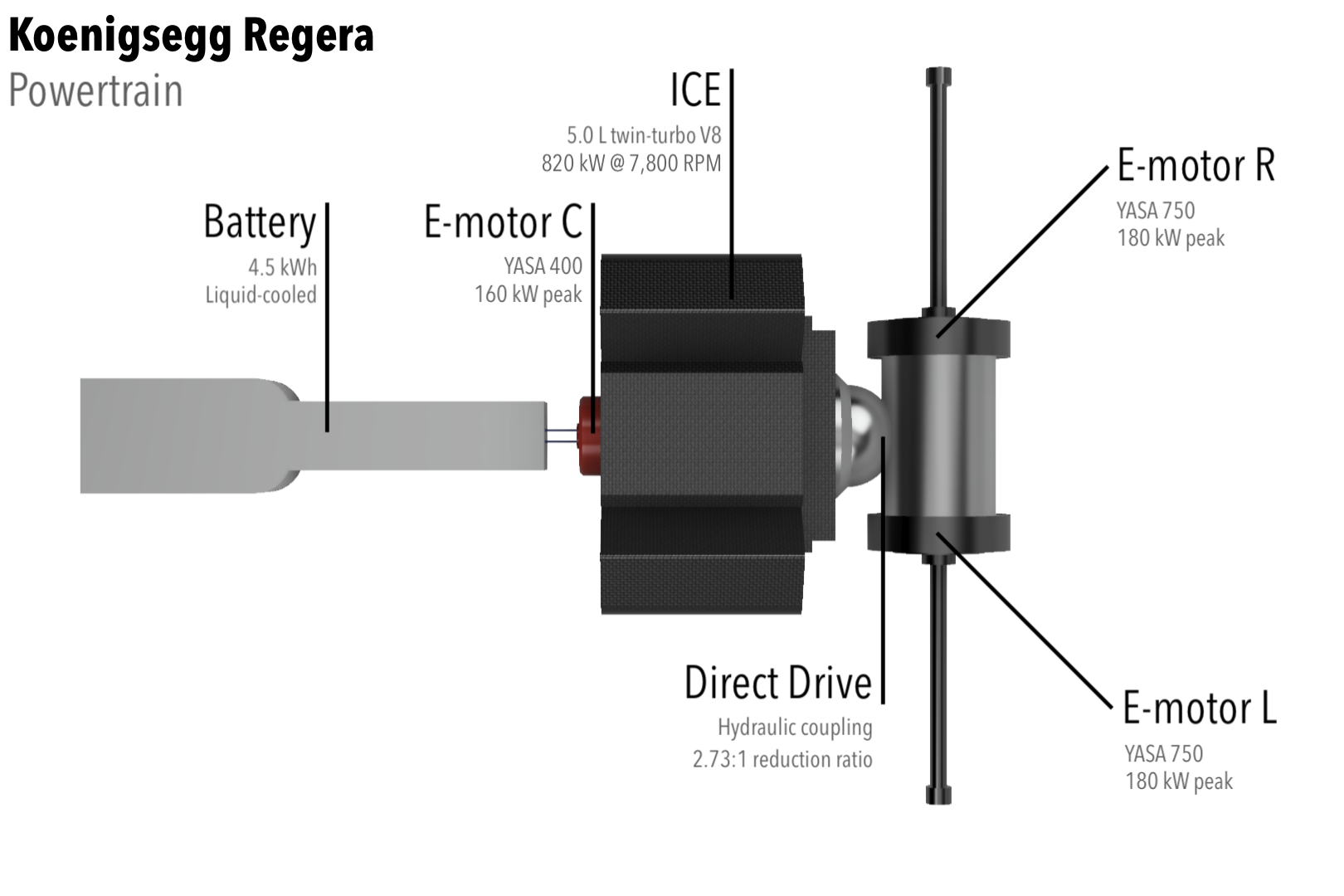
نمودار مجموعه پیشرانهٔ رگرا

بر اساس گزارش‌ها، مجموع توان خروجی رگرا با سیستم پیشرانهٔ هایبرید، برابر با ۱٬۷۹۷ اسب بخار (۱٬۳۴۰ کیلووات) است. موتور درون‌سوز (آی‌سی‌ئی) این خودرو بیشترین قدرت خود را فقط در دور موتورهای بالا تولید می‌کند؛ با این حال، به دلیل استفاده از جعبه‌دنده‌ای با دندهٔ ثابت، این موضوع دستیابی به سرعت‌های بسیار بالا را ممکن می‌سازد. قدرت مورد نیاز در سرعت‌های پایین توسط سه موتور برقی تأمین می‌شود که در مجموع ۱٬۵۰۰ اسب بخار (۱٬۱۱۹ کیلووات) نیرو و ۲٬۰۰۰ نیوتن متر (۱٬۴۷۵ پوند-فوت) گشتاور تولید می‌کنند.

#### موتور درون‌سوز

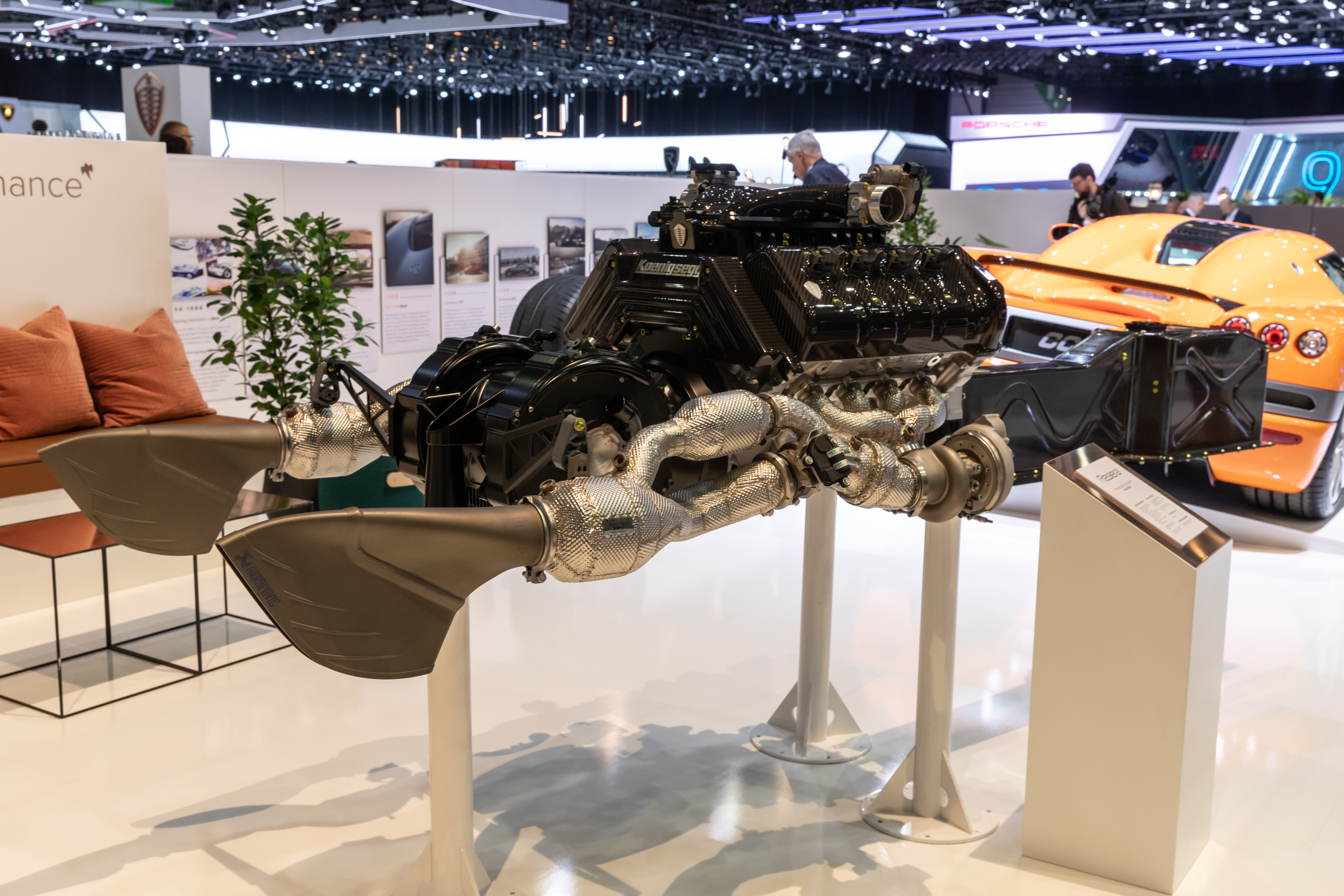
موتور و سیستم اگزوز رگرا، نمایش‌یافته در نمایشگاه بین‌المللی خودروی ژنو

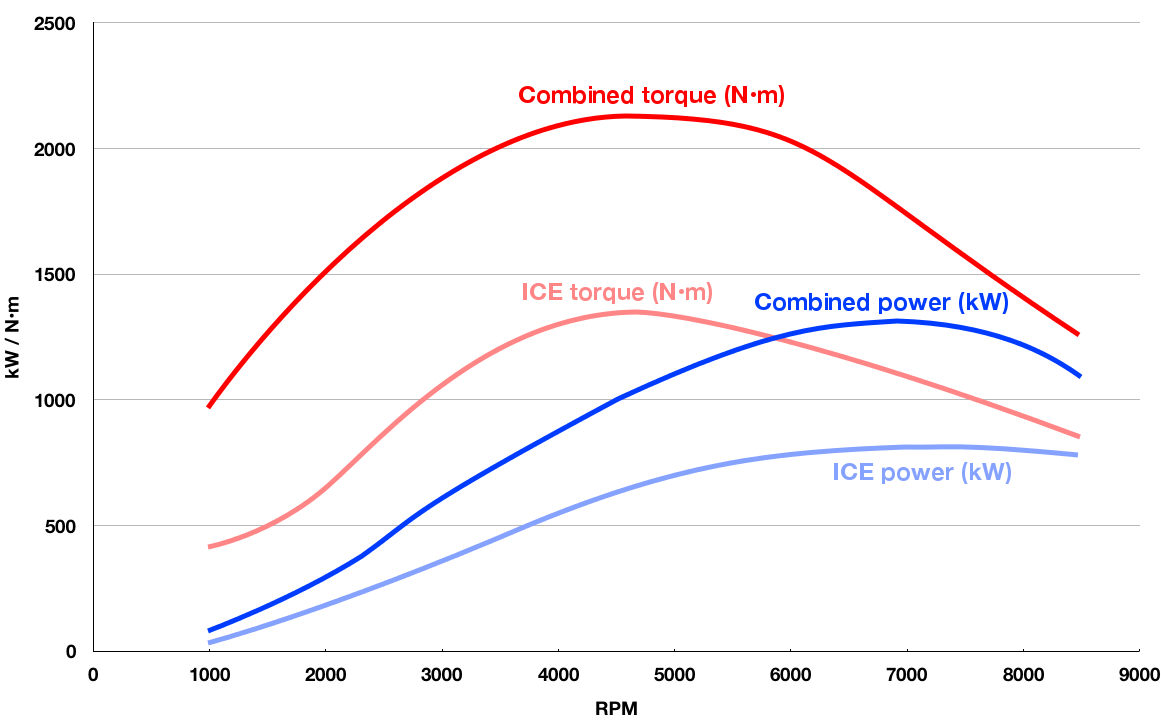
نمودار قدرت موتور درون‌سوز و سیستم هایبرید رگرا

موتور درون‌سوز (آی‌سی‌ئی) این خودرو یک موتور وی۸ ۵٫۰ لیتری با توربوشارژر دوگانه و دست‌ساز است که در بخش میانی عقی خودرو نصب شده‌است. قطر و ارتفاع هر سیلندر در این موتور به ترتیب برابر با ۹۲ میلیمتر (۳٫۶۲ اینچ) و ۹۵٫۲۵ میلیمتر (۳٫۷۵ اینچ) بوده و ضریب کمپرس آن‌ها برابر با ۹٫۳:۱ است. این موتور درون‌سوز به یک سیستم روانکاری با روغن از نوع مخزن خشک و دو میل سوپاپ بالاسری (DOHC) مجهز بوده و زاویهٔ قرارگیری سیلندرهای آن نسبت به یکدیگر ۹۰ درجه است. این موتور، با استفاده از سوخت بنزین با اکتان ۹۵، به تنهایی قادر به تولید ۱٬۱۰۰ اسب بخار (۸۲۰ کیلووات) نیرو در دور موتور ۷٬۸۰۰ دور بر دقیقه و ۱٬۲۸۰ نیوتن متر (۹۴۴ پوند-فوت) گشتاور در دور موتور ۴٬۱۰۰ دور بر دقیقه است. یک حسگر سوخت منعطف نیز جهت تشخیص سوخت زیستی ئی۸۵ در مخزن سوخت رگرا نصب شده‌است. در صورت استفاده از این نوع سوخت، قدرت موتور درون‌سوز رگرا به میزان نامشخصی افزایش می‌یابد. دور موتور این موتور درون‌سوز به ۸٬۲۵۰ دور بر دقیقه محدود شده‌است.

#### موتورهای برقی
در کنار موتور درون‌سوز، از سه موتور برقی ساخت شرکت یاسا با مجموع توان ۶۹۷ اسب بخار (۵۲۰ کیلووات) و گشتاور ۹۰۰ نیوتن متر (۶۶۴ پوند-فوت) نیز در این خودرو استفاده شده‌است. یک موتور یاسا پی۴۰۰ با قدرت ۲۱۵ اسب بخار (۱۶۰ کیلووات) که بر روی میل‌لنگ خودرو نصب شده، هم به عنوان استارت و هم به عنوان تولید کنندهٔ گشتاور تکمیلی عمل می‌کند؛ دو موتور برقی دیگر که هر کدام ۲۴۱ اسب بخار (۱۸۰ کیلووات) قدرت دارند نیز بر روی دو چرخ عقب نصب شده و علاوه بر توزیع گشتاور در چرخ‌ها (گشتاور بُرداری)، وظیفهٔ مدیریت پایداری خودرو را نیز بر عهده دارند. موتورهای برقی رگرا توسط یک باتری مایع-خنک ۴٫۵ کیلووات ساعتی ۸۰۰ ولت با وزن ۷۵ کیلوگرم ساخت شرکت ریمک اتومبیلی تغذیه می‌شوند که این خودرو را به اولین خودروی برقی تولیدی ۸۰۰ ولت بدل نموده‌است. شرکت کونیگزگ مدعی است که باتری استفاده‌شده در خودروی رگرا، متراکم‌ترین باتری ساخته‌شده برای خودروهای تولیدی تا کنون است.
سامانه بازیابی انرژی کینتیک بکار رفته در خودروی رگرا قادر است در هنگام ترمز گرفتن تا ۱۵۰ کیلووات از نیروی ترمز را بازیابی کرده و در باتری خودرو ذخیره کند.

### انتقال قدرت
کریستین فون کونیگزگ سیستم تحرک مستقیم کونیگزگ (KDD) را ابداع کرده و این سیستم توسط تیم مهندسی پیشرفتهٔ کونیگزگ برای مدل رگرا توسعه یافته‌است. سامانهٔ کی‌دی‌دی به‌طور مؤثری نیاز به وجود جعبه‌دنده را از میان برداشته و دستیابی به حالت تمام برقی را برای رگرا ممکن ساخته‌است. رگرا فاقد جعبه‌دندهٔ چند سرعتهٔ مرسوم بوده و به ازای آن به یک جعبه‌دنده یک سرعته با دندهٔ ثابت مجهز است که با نام تحرک مستقیم نیز از آن یاد می‌شود. ضریب دندهٔ این جعبه‌دنده تک سرعته معادل ۲٫۷۳:۱ است. به این معنی که با هربار چرخش کامل شفت خروجی مکانیسم تحرک مستقیم، میل‌لنگ متصل به موتور درون‌سوز ۲٫۷۳ دور می‌چرخد. در سرعت‌های کمتر از ۳۰ مایل بر ساعت (۴۸ کیلومتر بر ساعت) موتورهای برقی نصب‌شده بر روی محور عقب به‌طور عمده از طریق کوپلینگ سیال خودرو را به حرکت درآورده و امکان حرکت آزادانه را برای موتور درون‌سوز و موتور الکتریکی روی میل‌لنگ فراهم می‌کنند. در حالت دنده عقب نیز تنها موتورهای الکتریکی روی محور عقب برای به حرکت درآوردن خودرو فعال می‌شوند. در سرعت‌های بالاتر از ۳۰ مایل بر ساعت، دور موتور موتور برقی روی میل‌لنگ و موتور درون‌سوز بوسیلهٔ قفل شدن کوپلینگ سیال با دور چرخش چرخ‌ها هماهنگ می‌شود. با این حال، کریستین فون کونیگزگ وجود پدال تعویض دنده بر روی فرمان رگرا را این‌گونه توضیح می‌دهد که این پدال، با ایجاد لغزش در کوپلینگ سیال و اتصال میل‌لنگ به شفت خروجی، حالت دنده معکوس سنتی را شبیه‌سازی می‌کند. در پی این روند، دور موتور موتور برقی روی میل‌لنگ و موتور درون‌سوز بالاتر رفته، و در نتیجه مجموع قدرت خروجی بیشتری در سرعت‌های پایین، در مقایسه با قدرتی که در زمان قفل بودن دائمی کوپلینگ سیال به دست می‌آید، توسط این موتورها تولید می‌شود. شرکت کونیگزگ گزارش کرده‌است که حذف جعبه‌دنده و جایگزینی آن با موتورهای برقی و باتری تنها ۸۸ کیلوگرم (۱۹۴ پوند) وزن بیشتر را در مقایسه با وزن رگرا در صورت وجود همین موتور درون‌سوز به همراه جعبه‌دندهٔ ۷ سرعته و بدون موتورهای الکتریکی یا باتری، برای این خودرو به همراه داشته‌است.

### فنربندی

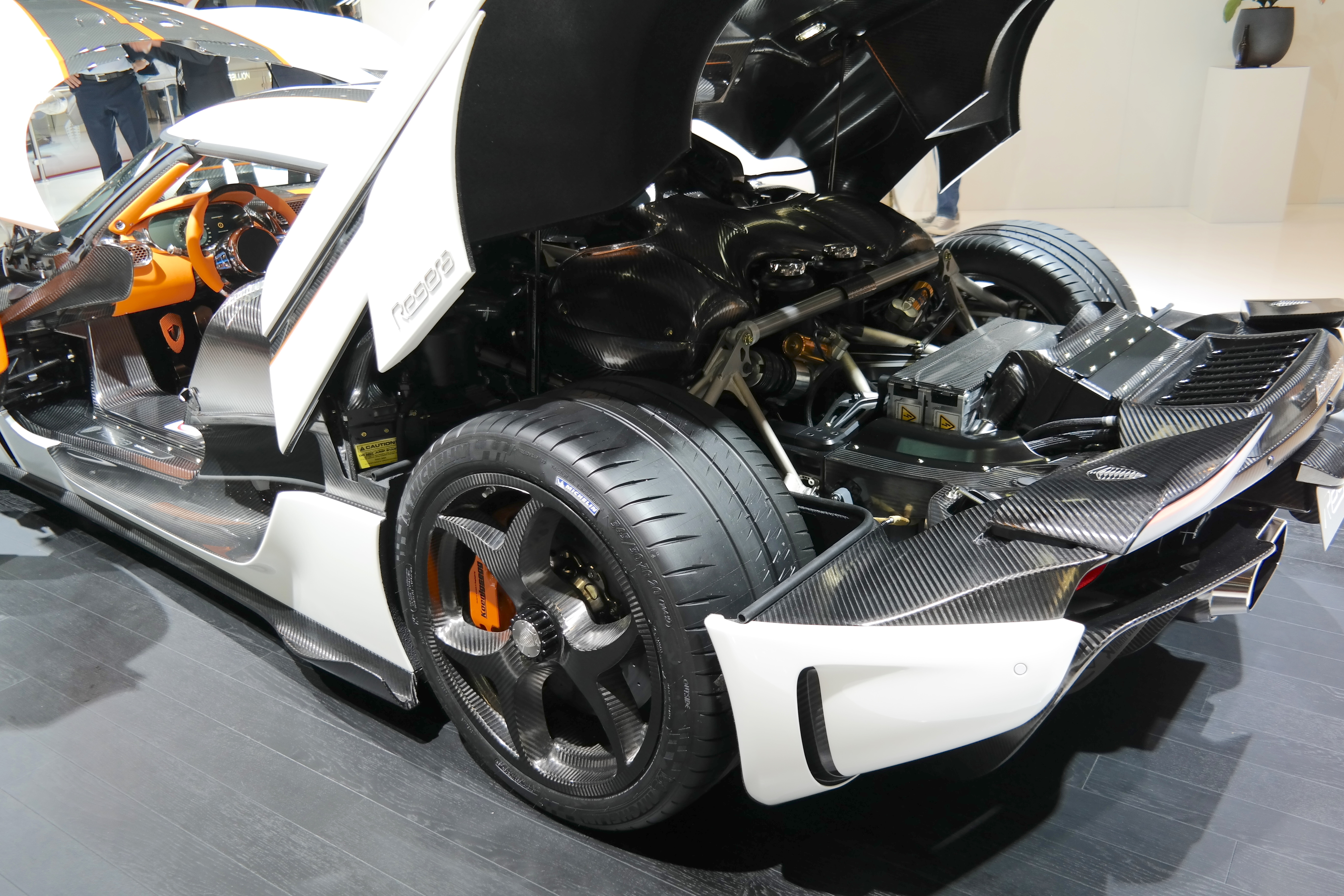
سیستم کمک‌فنر «تریپلکس»

کونیگزگ رگرا با وجود سیستم تعلیق دوجناقی در محورهای جلو و عقب، دارای آرایش سیستم فنربندی مشابه با مدل پیشین خود، یعنی خودروی آگرا برخوردار است. جناق‌های این سیستم تعلیق از لوله‌های فولادی با آلیاژ کروم-مولیبدنوم ساخته شده‌اند که به دلیل قیمت مناسب‌تر و پیچیدگی کمتر، جایگزین فیبر کربن شده‌است. این سیستم تعلیق در بر دارندهٔ یک میله موج‌گیر به شکل حرف Z است که تنها در یک نقطه به بدنهٔ خودرو متصل است (بر خلاف انواع مرسوم که به شکل حرف U بوده و در دو نقطه به بدنه متصل می‌شوند). از دیگر مواردی که خودروی رگرا از مدل آگرا به ارث برده‌است، سیستم کمک‌فنر «تریپلکس» کونیگزگ است که از سه کمک‌فنر سفارشی ساخت شرکت اوهلینز که در زیرسامانهٔ سیستم تعلیق محور عقب نصب شده‌اند. در حالی که نیروهای ضد غوطه‌وری در زمان ترمزگیری شدید با استفاده از جناق‌های نصب شده به صورت مورب در بخش جلوی خودرو بدست می‌آیند، نصب جناق‌ها به صورت مورب در سیستم تعلیق عقب امکان‌پذیر نبوده‌است؛ بنابراین وظیفهٔ سومین کمک‌فنر در سیستم تریپلکس تعلیق عقب، فراهم کردن نیروی ضد جاذبه در زمان شتاب‌گیری‌های شدید است.

### چرخ‌ها
کونیگزگ رگرا به رینگ‌های چرخ از جنس الیاف کربن با اندازهٔ ۱۹ اینچ در جلو و ۲۰ اینچ در عقب، و مهره‌های چرخ مرکزی به همراه قفل مهره‌ها مجهز است. لاستیک‌های این خودرو از نوع میشلن پایلوت اسپورت ۴اس با کد ‎275/35 ZR 19 (100Y)‎ برای چرخ‌های جلو، و کد ‎345/30 ZR 20 (106Y)‎ برای چرخ‌های عقب هستند. همچنین لاستیک‌های مسابقه‌ای از نوع میشلن پایلوت اسپورت کاپ ۲ نیز به عنوان گزینهٔ انتخابی در دسترس هستند. دیسک‌های ترمز از نوع کربن-سرامیک خنک‌شونده با قطر ۳۹۷ میلیمتر (۱۵٫۶ اینچ) و کالیپرهایی با شش پیستون در جلو، و قطر ۳۸۰ میلیمتر (۱۵٫۰ اینچ) به همراه کالیپرهایی با ۴ پیستون در عقب هستند.

### آیرودینامیک

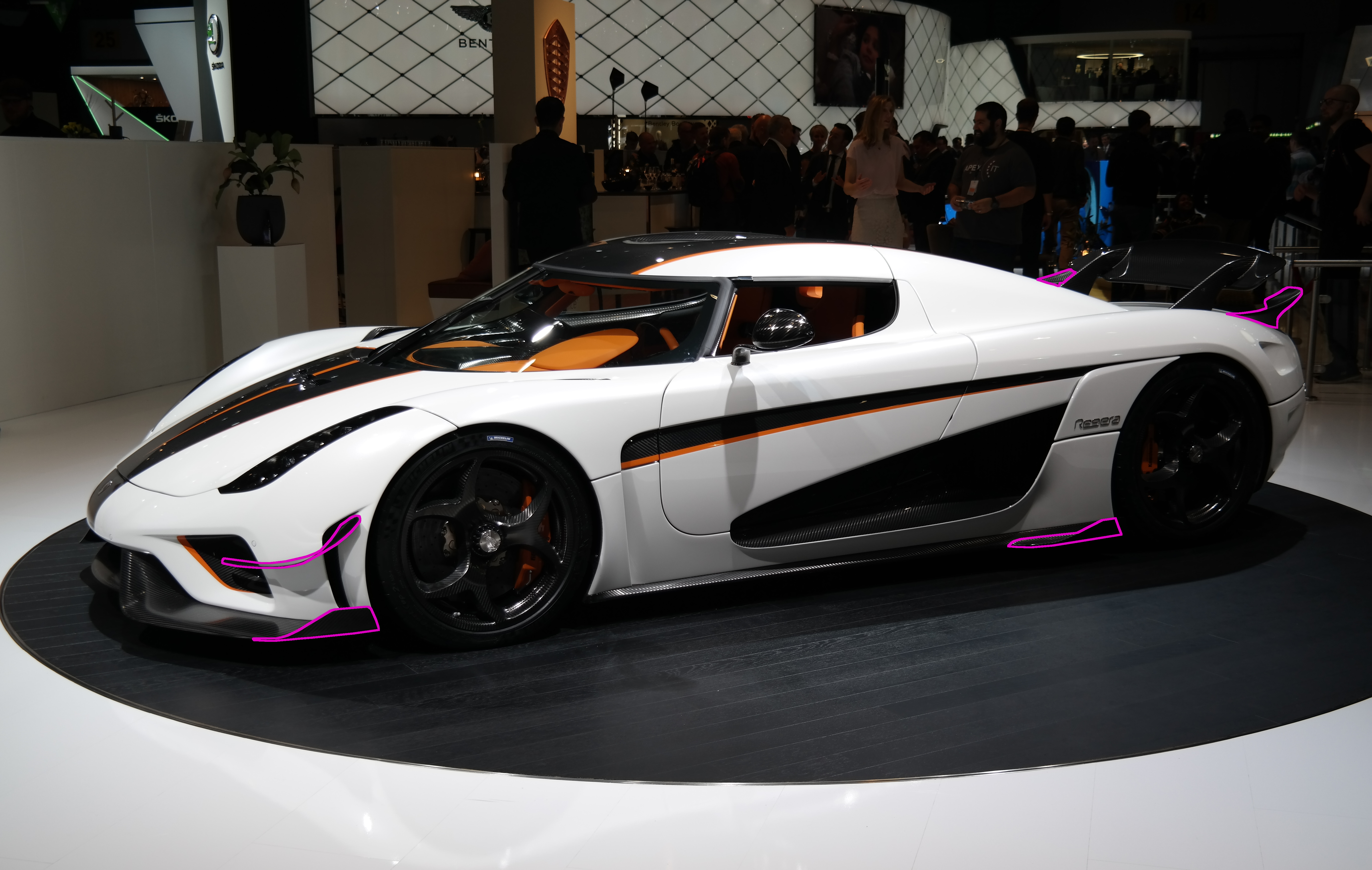
یک خودروی رگرا مجهز به بستهٔ انتخابی آیرودینامیکی «گوست» (قطعات مربوط به بستهٔ گوست برای کاربردهای توضیحاتی با رنگ بنفش نشانه‌گذاری شده‌اند)

همانند همتایان تولیدی خود، رگرا نیز به قطعات آیرودینامیکی فعال جهت بهبود و افزایش نیروی رو به پایین مجهز شده‌است. در بخش عقب از یک بال جمع‌شوندهٔ هیدرولیکی استفاده شده و در بخش جلو نیز فلپ‌های فعالی نصب شده‌اند که می‌توانند جریان هوا در زیر خودرو را تحت تأثیر قرار دهند. سازندهٔ رگرا مدعی است که سیستم آیرودینامیکی پایهٔ این خودرو قادر است در سرعت ۲۵۰ کیلومتر بر ساعت (۱۵۵ مایل بر ساعت)، ۴۵۰ کیلوگرم (۹۹۰ پوند) نیروی رو به پایین ایجاد کند.
پیش از برگزاری نمایشگاه خودرو ژنو ۲۰۱۸، شرکت کونیگزگ از بستهٔ آیرودینامیکی «گوست» برای خودروی رگرا رونمایی کرد. این بستهٔ آیرودینامیکی شامل شکاف‌دهندهٔ (اسپلیتر) پهن‌تر جلو، بالچه‌های جانبی بر روی گلگیرهای جلو، و چند بالچهٔ ثابت در بخش عقب خودرو می‌شود. شرکت کونیگزگ اعلام کرده‌است که با نصب بستهٔ گوست بر روی خودروی رگرا، نیروی رو به پایین این مدل بیش از ۲۰٪ افزایش خواهد یافت.

### تجهیزات درونی
خودروی رگرا جهت کاهش صدای باد و پیشرانه و افزایش حس لوکس داخل کابین، از لایه‌های عایق‌بندی بیشتری بهره‌مند است. در کنار این عایق‌بندی، صندلی‌های فوم تنظیم‌شونده در ۸ حالت مختلف به همراه حافظهٔ تنظیمات نیز از جمله امکانات لوکس اضافهٔ رگرا نسبت به مدل‌های دیگر شرکت کونیگزگ است. این خودرو همچنین به تجهیزات فنی نظیر سیستم اطلاعات و سرگرمی نئوندو با نمایشگر ۹ اینچی مادون قرمز، سامانهٔ دوربین کامل با قابلیت ضبط تصویر (داخل کابین، جلو و عقب)، کارپلی اپل، سیستم صوتی جدید، نورپردازی محیط کابین، اتصال اینترنت ۴جی و وای-فای، و حسگر پارک در جلو و عقب مجهز است.
سیستم‌های اتصال بی‌سیم اینترنت در رگرا، شرکت کونیگزگ را قادر می‌سازد تا در صورت نیاز، بروزرسانی‌های نرم‌افزاری و سیستم عامل را برای هر خودروی رگرا به صورت جداگانه ارسال کند. از دیگر قابلیت‌های وابسته به اینترنت بی‌سیم می‌توان به امکان بروزرسانی پارامترهای فنی مانند گسترهٔ قدرت موتورهای الکتریکی یا پاسخ دریچهٔ گاز از راه دور بدون نیاز به انجام کارهای فیزیکی بر روی خودرو اشاره کرد.
کونیگزگ رگرا از دسته‌موتورهای فعال برای موتور درون‌سوز و سیستم انتقال قدرت برخوردار است. این دسته‌موتورها به گونه‌ای طراحی شده‌اند که با حفظ نرمی خود در سرعت‌های کم، لرزش و سدای موتور را کاهش داده و حس لوکس بیشتری را برای سرنشینان رگرا فراهم کنند. در عین حال در سرعت‌های بالا یا در حالت رانندگی سریع، دسته‌موتورها صفت‌تر و غیرقابل انعطاف‌تر شده و باعث دستیابی راننده به پاسخ سریع‌تر موتور می‌شوند.

### تجهیزات بیرونی
چراغ‌های حرکت در روز نصب شده بر روی رگرا در ترکیب با پس‌زمینهٔ الیاف کربن با هدف تداعی صورت‌های فلکی در آسمان شب طراحی شده‌اند. علاوه بر این، چراغ‌های جلو جهت تهویه و جلوگیری از عرق کردن چراغ‌ها، به دو هواکش فعال کوچک برای هر چراغ مجهز هستند. کونیگزگ مدعی است که رگرا اولین خودروی «کاملاً رباتیک» است. رگرا به انباشتگرها و پمپ‌های هیدرولیک برای کنترل بالچه‌های فعال جلو و عقب، سیستم کنترل شاسی فعال و بالابر ارتفاع خودرو مجهز است. بالابرهای هیدرولیکی فراهم کردن امکان کنترل از راه دور تمام قطعات بدنه، به پمپ‌های هیدرولیک و انباشتگرها افزوده شدند.
خودروی رگرا به سیستم اگزوز دوقلو به سبک دم ماهی از جنس تیتانیوم، اینکونل و فولاد زنگ‌نزن، طراحی و ساخته شده توسط شرکت آکراپوویچ مجهز است. لولهٔ خروجی اگزوز بزرگ در مرکز بخش عقب و زیر درگاه ورودی شارژ باتری، بر خلاف تصور برای تخلیهٔ گازهای خروجی موتور درون‌سوز نیست؛ بلکه وظیفهٔ آن تخلیهٔ هوای داغ از سیستم خنک‌کنندهٔ باتری‌ها و سیستم‌های الکترونیکی خودرو است.

## عملکرد
بیشینه سرعت اعلام شدهٔ کونیگزگ رگرا، به صورت الکترونیکی به ۴۱۰ کیلومتر بر ساعت (۲۵۵ مایل بر ساعت) محدود شده‌است. این خودرو قادر است در ۲٫۷ ثانیه از حالت توقف کامل به سرعت ۱۰۰ کیلومتر بر ساعت (۶۲ مایل بر ساعت) برسد. شتاب ۰–۳۰۰ کیلومتر بر ساعت (۰–۱۸۶ مایل بر ساعت) آن برابر ۱۰٫۹ ثانیه، و زمان دستیابی به سرعت ۴۰۰ کیلومتر بر ساعت (۲۴۹ مایل بر ساعت) حدود ۲۰ ثانیه است. شرکت کونیگزگ همچنین ادعا دارد که رگرا در زمان ۳٫۹ ثانیه از سرعت ۱۵۰ کیلومتر بر ساعت (۹۳ مایل بر ساعت) به ۲۵۰ کیلومتر بر ساعت (۱۵۵ مایل بر ساعت) می‌رسد.
رگرا دارای نسبت توان به وزن ۰٫۹۴ اسب بخار (۰٫۷ کیلووات) به ازای هر یک کیلوگرم است. موتور درون‌سوز و همراه موتورهای برقی این خودرو روی هم رفته قادر به تولید مجموع گشتاوری معادل ۲٬۰۰۰ نیوتن متر (۱٬۴۷۵ پوند-فوت) هستند که این میزان بالاترین گشتاور تولیدی در میان خودروهای هایبرید تولیدشده در سطح جهان است.

### مقایسه با سایر مدل‌های کونیگزگ
| خودرو     | زمان (ثانیه)  | زمان (ثانیه)  | زمان (ثانیه)  | زمان (ثانیه)  | حداکثر توان (کیلووات) | حداکثر گشتاور (نیوتن‌متر) | نسبت توان به وزن (کیلووات/کیلوگرم) |
| خودرو     | ۰–۱۰۰ ک.م. /س | ۰–۲۰۰ ک.م. /س | ۰–۳۰۰ ک.م. /س | ۰–۴۰۰ ک.م. /س | حداکثر توان (کیلووات) | حداکثر گشتاور (نیوتن‌متر) | نسبت توان به وزن (کیلووات/کیلوگرم) |
| --------- | ------------- | ------------- | ------------- | ------------- | --------------------- | ------------------------ | ---------------------------------- |
| رگرا      | ۲٫۸           | ۶٫۶           | ۱۰٫۹          | ~۲۰           | ۱۱۱۰                  | ۲۰۰۰                     | ۰٫۷۰                               |
| یک:۱      | ۲٫۸           | ۶٫۶           | ۱۱٫۹۲         |               | ۱۰۰۰                  | ۱۳۷۰                     | ۰٫۷۴                               |
| آگرا آراس | ۲٫۸           | ۷٫۶۸          | ۱۳٫۲۵         | ۲۶٫۸۵*        | ۸۶۵                   | ۱۲۸۰                     | ۰٫۶۲                               |

* زمان متعلق به آگرا آراس با موتور ارتقا یافتهٔ 1MW.

## بازخورد
نقد و بررسی‌های انحام شده بر روی کونیگزگ رگرا نتایج مثبتی را به همراه داشته‌اند. بیشتر این بررسی‌ها با تمرکز بر حس منحصر به فرد سیستم «تحرک مستقیم»، به توصیف تجربهٔ رانندگی این خودرو پرداخته‌اند. مجله اتومبیل نوشته‌است: «رانندگی با رگرا یک احساس جدید است، می‌توان گفت این احساس ترکیبی است از حس راندن خودرویی با موتور درون‌سوز و جعبه‌دندهٔ متغیر پیوسته، با حسی که از رانندگی با یک خودروی برقی نظیر مدل اس، که مانند رگرا فاقد جعبه‌دندهٔ مرسوم است، دریافت می‌کنید.» مجلهٔ تخت گاز نیز اینگونه نوشته‌است که در سرعت‌های کم، صدا و تجربهٔ راندن رگرا همانند «یک خودروی عضلانی وی۸ آمریکایی تنبل» است؛ اما در سرعت‌های بالاتر این خودرو «گوش به زنگ» بوده و عملکرد آن در پیچ‌ها «یک‌دست و استوار» است. از انتقادهایی که به تجربهٔ رانندگی این خودرو وارد شده‌است نیز می‌توان به تأخیر در فعال شدن موتورهای برقی، و «احساس ملایم سی‌وی‌تی» در شتاب‌گیری‌های ناگهانی اشاره کرد. با این حال قابل ذکر است که روند انتقال قدرت و حس منتقل شده از جعبه‌دنده می‌تواند به سفارش مشتری تغییر کند.
طراحی رگرا از سوی منتقدان مورد تحسین قرار گرفته‌است. مجلهٔ تخت گاز طراحی این خودرو را این‌گونه توصیف کرده‌است: «در کشیدگی بخش عقب و منحنی‌های محکم رگرا زیبایی واقعی وجود دارد». گلوبال کار برندز طراحی رگرا را به دلیل دوری از گرایش متداول خودروسازان به چهره‌های فوق‌خشن برای خودروها، و گرویدن به سوی «چهره‌ای خوشحال و خندان»، مورد تمجید قرار داده‌است. منتقدان به‌طور ویژه این خودرو را به دلیل رنگ‌آمیزی قابل توجه بدنه تحسین کرده‌اند. این رنگ‌آمیزی در بررسی‌های جداگانه توسط منتقدان مختلف با واژگانی همچون «شورانگیز»، «کاملاً خیره‌کننده»، و «شگفت‌انگیز و باشکوه» توصیف شده‌است. مجلهٔ اتومبیل ضمن اشاره به «طراحی عالی» و «بسیار ویژهٔ» فضای داخلی رگرا، یادآوری کرده‌است که این خودرو ممکن است در مقایسه با فضای داخلی غنی بوگاتی شیرون، که رقیب مستقیم کونیگزگ رگرا است، رتبهٔ پایین‌تری را بدست آورد.

## تولید
کونیگزگ قصد دارد ۸۰ دستگاه از خودروی رگرا را به تولید برساند. این موضوع رگرا را به خودروی با بیشترین تعداد تولید در خط تولید این شرکت بدل کرده‌بود؛ تا زمانی که مدل جسکو با هدف تولید ۱۲۵ دستگاه در سال ۲۰۱۹ رونمایی شد و این عنوان را از آن خود کرد. در تاریخ ۱۳ ژوئن ۲۰۱۷، و پس از گذشت تنها دو سال از رونمایی ابتدایی در نمایشگاه ژنو، تمامی ۸۰ دستگاه خودروی رگرا توسط مشتریان و فروشندگان خودرو خریداری شدند. رگرا علاوه بر نوع فرمان‌چپ، برای بازارهای استرالیا و بریتانیا در نوع فرمان‌راست نیز تولید خواهد شد.

### نسخه‌های ویژه

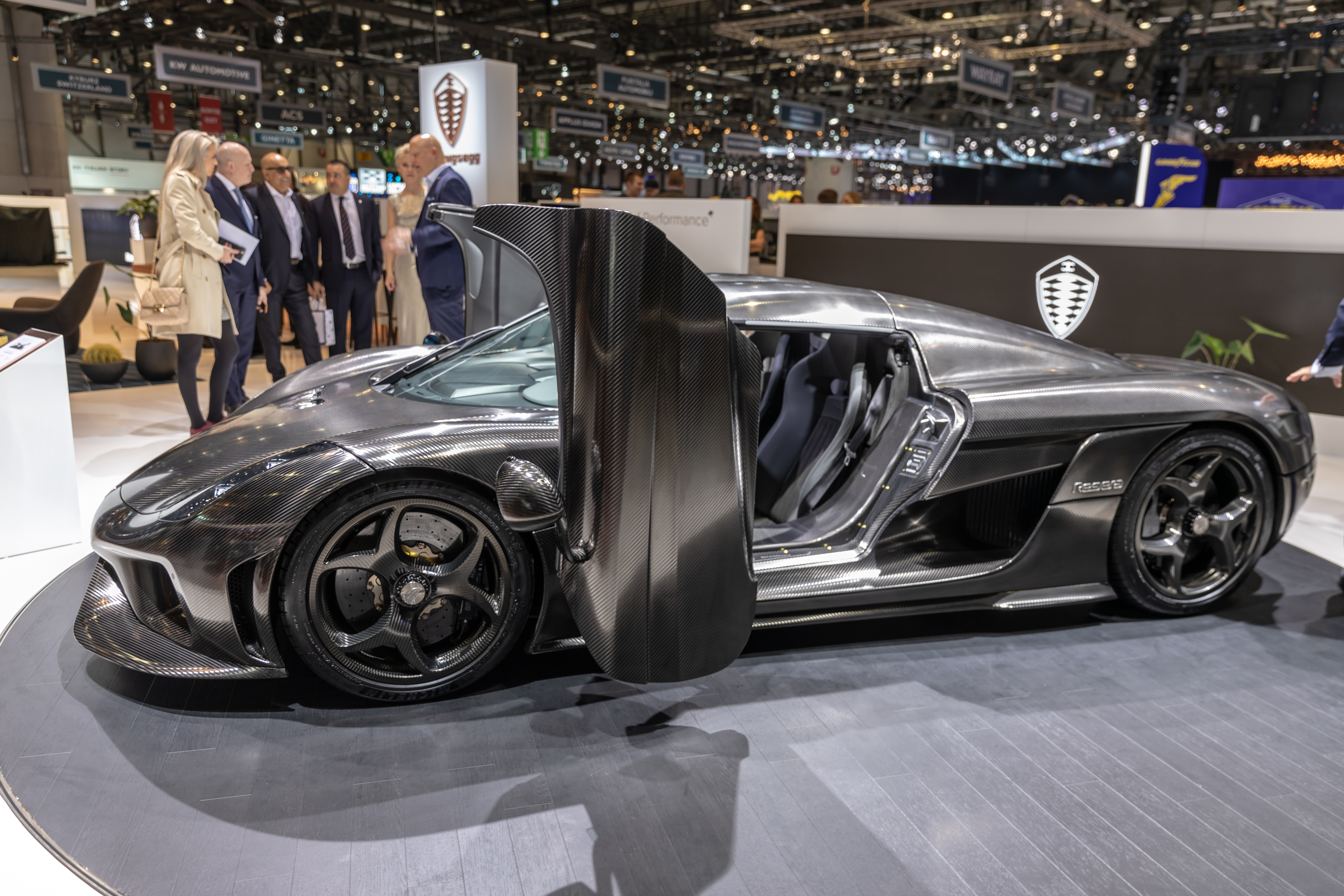
رگرا کی‌ان‌سی در نمایشگاه خودرو ژنو سال ۲۰۱۹

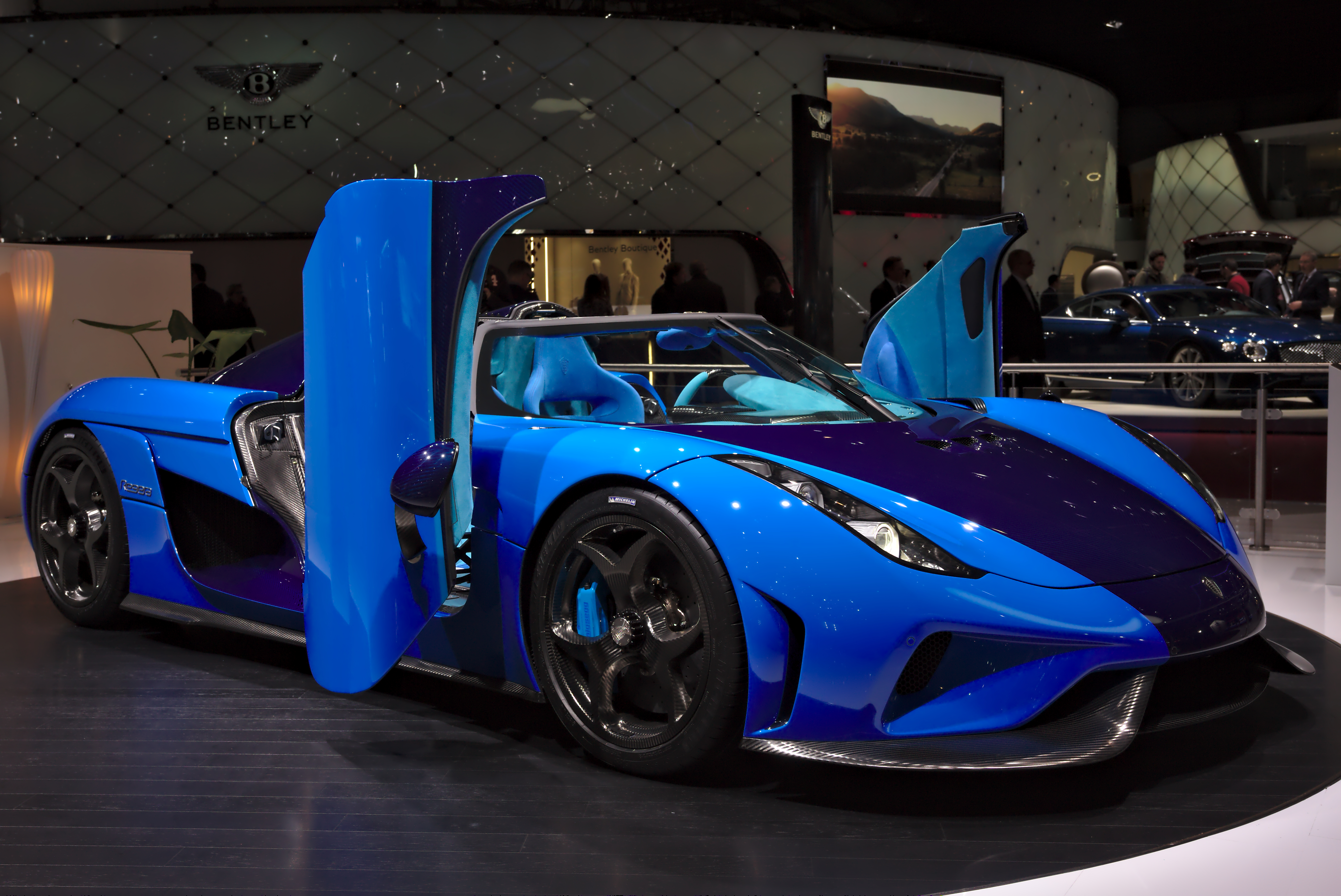
رگرا دو الگانس با رنگ سفارشی آبی سوئدی

چندین نسخهٔ ویژه از کونیگزگ رگرا به سفارش مشتریان تولید شده‌است. این نسخه‌های ویژه به‌طور معمول شامل رنگ‌آمیزی سفارشی بدنه، استفاده از مواد ویژه در تزئینات داخلی و بسته‌های آیرودینامیکی انتخابی می‌شوند. این نسخه‌های ویژه عبارتند از:
- رگرا دو الگانس[۵۷]
- رگرا کی‌ان‌سی (کربن عریان کونیگزگ/Koenigsegg Naked Carbon)[۵۸]